# Цианосилан
Цианосилан — неорганическое соединение,
цианпроизводное моносилана с формулой SiH3CN,
бесцветные кристаллы.

## Получение
- Пропускание паров иодсилана над цианидом серебра:

{\displaystyle {\mathsf {SiH_{3}I+AgCN\ {\xrightarrow {}}\ SiH_{3}CN+AgI}}}

## Физические свойства
Цианосилан образует бесцветные кристаллы.